# Porana stenoloba
Porana stenoloba är en vindeväxtart som beskrevs av Wilhelm Sulpiz Kurz. Porana stenoloba ingår i släktet Porana och familjen vindeväxter. Inga underarter finns listade i Catalogue of Life.